# Groot-Genoeg
Groot-Genoeg is een kleine villa met tentdak aan de Woudseweg in Den Hoorn, Midden-Delfland. Dit ontwerp van Jan van Beurden is in 1934 gebouwd voor een veearts.
Het pand heeft begin jaren 2000 de status van gemeentelijk monument gekregen en staat het derhalve op de lijst van gemeentelijke monumenten in Midden-Delfland.

## Beschrijving
Groot-Genoeg is een vrijstaand woning met een vierkant vloerplan, zonder etage maar met vliering. Er staat ook een schuur met garage bij, die na de oorlog is verbouwd. Er is ook een aanbouwserre, dat vermoedelijk in de jaren 40-50 is toegevoegd.
Anno 2009 wordt Groot-Genoeg beschreven als een woning met een goed herkenbaar vooroorlogse karakter. Het is een typisch voorbeeld van een plattelandswoning voor iemand uit een hogere beroepsgroep. Het relatief kleine bouwvolume is markant met een villa-achtig aanzien.

## De bewoners
Het huis was ontworpen voor Tetteroo, een veeverloskundige, en zijn gezin. Het stond tussen de veeboerderijen die lange tijd het landschap bepaalden, voordat de tuinbouw zijn intrede maakte in de regio. Vanuit Groot-Genoeg kon de veearts rap zijn spoedgevallen bereiken.
Zijn zoon Kees (1922-2001), die ook veearts werd, profiteerde in de Tweede Wereldoorlog van zijn artsenpas door op de motor door bezet Nederland te reizen en in het geheim zijn oorlogservaringen in een dagboek bij te houden. Zijn aantekeningen zouden daarna jarenlang op de vliering van Groot-Genoeg bewaard zijn gebleven.
Kees Tetteroo nam de praktijk van zijn vader over. Hij maakte films van het dagelijkse leven met zijn kinderen en van zijn werk. Hij woonde in Groot-Genoeg tot zijn overlijden in 2001. Zijn oorlogsdagboeken werden door zijn dochter op de vliering van Groot-Genoeg ontdekt. Zij zette deze aantekeningen om tot het boekwerk Mijn dagboek, oorlogskroniek van Kees Tetteroo, 1936-1945.